# Pedro García Morales
Pedro García Morales (nació en 1877 y murió en 1938. Fue director de orquesta y poeta onubense.
Desde niño mostró su afición por la música teniendo como primer profesor a su padre, afición que después postergó para cursar la carrera de Filosofía y Letras en la Universidad de Sevilla. En septiembre de 1896 marchó a Madrid donde recibiría lecciones de Pablo Sarasate, gran virtuoso del violín.
En 1901 se trasladó a Londres, bajo el pupilaje de Enrique Fernández Arbós, donde se dedicó por entero a su pasión musical, matriculándose en Royal College of Music en estudios de piano, violín, viola, armonía y composición. Se estableció definitivamente en Londres a finales de 1907 donde ofreció numerosos recitales y conciertos como instrumentista y como director.
Gran conocedor de la música española contemporánea trabajó incansablemente para darla conocer al público inglés. Sus conciertos en este sentido serían grandes acontecimientos artísticos gracias a los cuales los adicionados ingleses iban familiarizándose con los nombres de Falla, Albéniz, Turina o Granados.
Entre sus obras instrumentales destacan su Esquisse andalouse (Boceto andaluz), para violín y orquesta (1911) estrenada por Pérez Casas, la Bagatelle para violín y orquesta, estrenada por Fritz Kreisler bajo la dirección del propio García Morales, como en el memorable éxito conseguido con la Sinfonía española de Édouard Lalo.
Excelente poeta, compuso él mismo varias canciones con acompañamiento de piano y así como otras obras sobre textos de Juan Ramón Jiménez y Bécquer y otros poetas españoles, ingleses o italianos. Escritor ameno, colaboró en diarios y revistas del Reino Unido.